# Александър Бел
Александър Греъм Бел (на английски: Alexander Graham Bell, р. 3 март 1847 – п. 2 август 1922) е северноамерикански учен, изобретател на телефона и бизнесмен от шотландски произход, основоположник на телефонията, основател на компанията Bell Telephone Company (American Telephone and Telegraph (AT&T)), предопределил цялото по-нататъшно развитие на далекосъобщенията в САЩ, а и в останалия свят .

## Биография
Александър Бел е роден на 3 март 1847 г. в шотландския град Единбург. Името Греъм той добавя по-късно, като знак на уважение към приятеля на неговото семейство, канадеца Александър Греъм. Няколко близки роднини на Бел, в частност неговите дядо, баща и чичо, са професионални ритори (оратори). Бащата на бъдещия изобретател даже публикувал трактат, посветен на реториката.
На 13-годишна възраст Бел завършва Кралското училище в Единбург, а на 16 години получава длъжността на учител по красноречие и музика в Академията Уестън-Хауз. Една година Александър учи в Единбургския университет, после се премества в английския град Бат.
След като двамата братя на Александър почиват от туберкулоза, семейството решава да се пресели в Канада. През 1870 г. сем. Бел пристига в град Брантфорд, провинция Онтарио. Още в Шотландия Бел започва да се интересува от възможността да се предават сигнали по електрическите проводници. В Канада той продължава да се занимава с изобретателство, в частност създава електрическо пиано, приспособено да предава музиката по проводници.
През 1873 г. Бел получава длъжността преподавател по физиология на говора в Бостънския университет. През 1876 г. той получава патент на САЩ No 174465, описващ „метод и апарат… за предаване на говор и други звуци по телеграфа… с помощта на електрически вълни“. Фактически става дума за телефона. В същата година той създава и първия микрофон, фактически той е течен телефонен предавател и не е особено практичен. Освен това Бел работи по използването на светлинни лъчи в телекомуникациите – направление, впоследствие довело до създаването на влакнесто-оптичните технологии.
През 1877 г. Бел се жени за своята ученичка Мейбъл Хабърд. През 1882 г. става натурализиран гражданин на САЩ. През 1888 г. участва в създаването на Националното географско дружество на САЩ, което е издател на списанието Нешънъл Джиографик (още от годината на създаването на дружеството).
Бел умира на 2 август 1922 г. в имението си Бейн-Брей (Beinn Bhreagh) близо до град Бадек (Baddeck) (в канадската провинция Нова Скотия).

## Изобретения
- телефон
- фотофон
- детектор на метали
- хидро крило

## Предприемаческа дейност
В края на 1879 г. компанията Western Union сключва договор с колектива на изобретателя. Така се създава обединената фирма „Bell Telephone Company“, основната част от акциите на която принадлежат на Бел. Скоро цената на една акция на компанията достига няколко хиляди долара.
През следващите години телефоните започват активно да се усъвършенстват, като към 1900 г. са издадени повече от 3000 патента за изобретения, свързани с телефонните устройства. В САЩ по това време действат вече 1,5 млн. апарата. Капиталът на телефонните компании се оценява на почти в 6 млн. долара, а акционерите получавали дивиденти в размер на 3,9 млн. долара за година.

## Обществена дейност
С получените от фирмата пари Бел основал във Вашингтон института „Алесандро Волта“. В него изобретатели работели над по-нататъшното усъвършенстване на телефона, фонографа на Едисън и електрическите комуникации. Самият Бел работел над много проекти, в частност в областта на авиацията и хидродинамиката; занимавал се даже с овцевъдство. Материалната страна на нещата не го интересувала особено, но голямо удовлетворение му носела възможността да поддържа талантливи учени и изобретатели, такива като Алберт Абрахам Майкелсън и Глен Къртис. От собствения си опит Александър Бел знаел колко важно е своевременно да се помогне на всеки надарен човек: в началото на неговите собствени научни търсения огромна поддръжка на Бел оказва американският физик Джоузеф Хенри.

## Любопитно
- Александър Бел никога не е телефонирал на своята съпруга или на майка си, защото са били глухи.